# Heliodoros (minister)

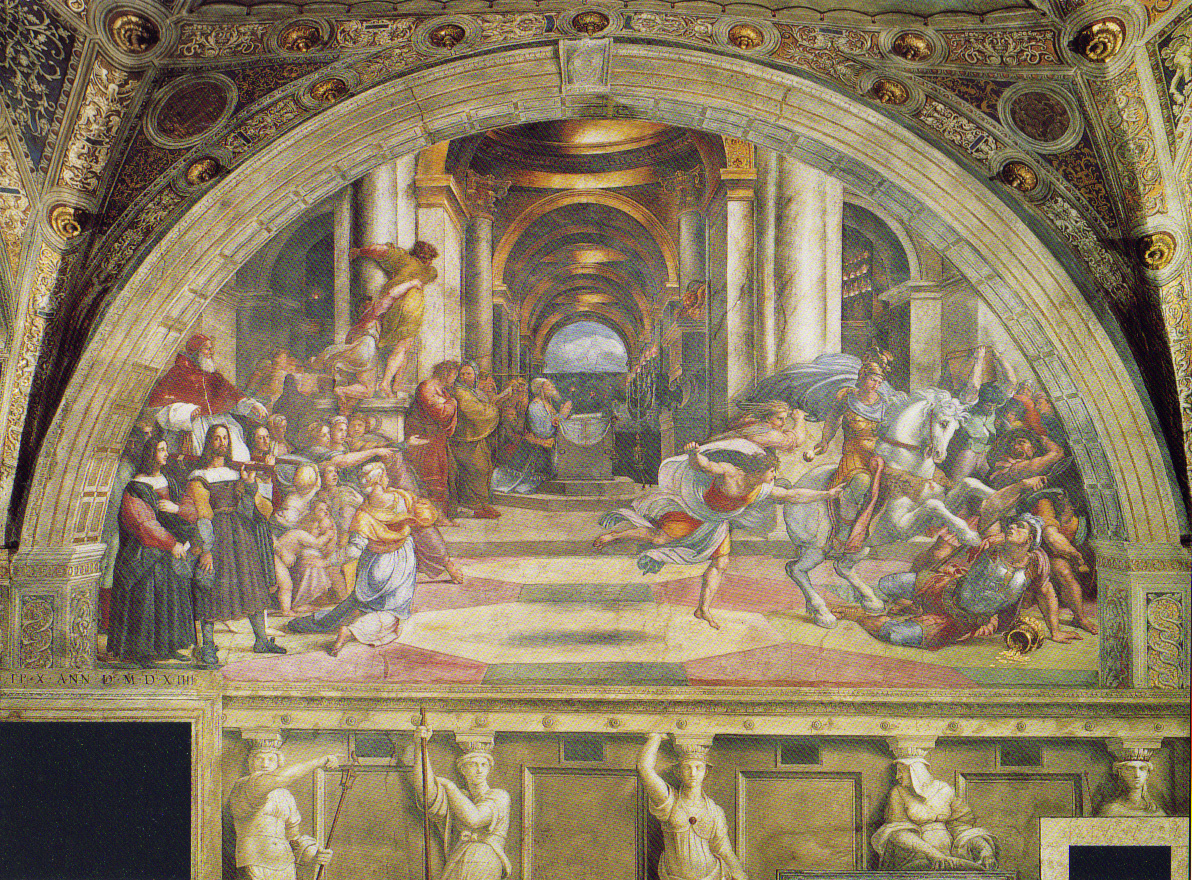
Rafaels målning av Heliodoros i templet.

Heliodorus var rikskansler hos kung Seleukos IV Filopator i Syrien 187–175 f. Kr.
Heliodorus fick kungens befallning att sätta sig i besittning av tempelskatten i Jerusalem, men skall ha hindrats därifrån genom en ängel, som slog honom med förfäran i den heliga stadens tempel (Andra Mackabeerboken kapitel 3). Legenden har skildrats av Rafael i en av hans väggmålningar i Rafaels stanzer i Apostoliska palatset.